# آندره شورله
آندره هورست شوُرله (به آلمانی: André Horst Schürrle؛ تلفظ در آلمانی: [anˈdʁeː ˈʃʏʁlə, ˈandʁeː -]؛ زادهٔ ۶ نوامبر ۱۹۹۰) بازیکن فوتبال بازنشسته اهل آلمان است که در پست وینگر و مهاجم بازی می‌کرد.
او فوتبالِ خود را در ماینتس ۰۵ در سال ۲۰۰۹ آغاز کرد و دو سال را در این باشگاه گذراند و بعد با انتقالی به ارزش ۶٫۵ میلیون پوند به بایر لورکوزن پیوست. بازی‌های او در لورکوزن توجه چلسی را به خود جلب کرد و این باشگاه او را با مبلغ ۱۸ میلیون پوند در سال ۲۰۱۴ به خدمت گرفت. شورله بعد از پیوستن به وولفسبورگ با ارزش ۲۲ میلیون پوند در ژانویهٔ ۲۰۱۵، در اولین سال خود قهرمان جام حذفی آلمان و سوپر جام آلمان شد.
شورله از سال ۲۰۱۰ تا ۲۰۱۷ یکی از بازیکنان اصلی تیم ملی آلمان بود و ۵۷ بازی ملی انجام داد و ۲۲ گل به ثمر رساند. او یکی از اعضای تیم آلمان بود که در جام ملت‌های اروپا ۲۰۱۲ به نیمه نهایی رسید و قهرمان جام جهانی ۲۰۱۴ شد. در وقت‌های اضافه در فینال جام جهانی ۲۰۱۴ او پاس گل ماریو گوتسه را برای گل قهرمانی مقابل آرژانتین ارائه داد. او در ژوئیهٔ ۲۰۲۰ در سن ۲۹ سالگی از دنیای فوتبال خداحافظی کرد.

## عملکرد باشگاهی

### سال‌های آغازین
شورله قبل از پیوستن به باشگاه ماینتس ۰۵ در سال ۲۰۰۶، کار خود را در باشگاه محلی Ludwigshafener SC در سن چهار سالگی آغاز کرد. او قبل از اینکه در پست مهاجم بازی کند، به‌‌عنوان یک مدافع بازی می‌کرد. او سه سال را صرف بازی برای تیم‌های جوانان ماینتس ۰۵ کرد و در سال ۲۰۰۹ بوندس‌لیگا زیر ۱۹ سال با مربیگری توماس توخل قهرمان این رقابت‌ها شد.

### ماینتس ۰۵
در اون ۲۰۰۹، شورله اولین بازی خود را در بوندس‌لیگا در تساوی ۲–۲ مقابل بایر لورکوزن در اولین بازی فصل ۱۰–۲۰۰۹ انجام داد. ماه بعد، در ۱۹ سپتامبر ۲۰۰۹، شورله دو گل در لیگ در برد  ۳–۲ خارج از خانه مقابل بوخوم قبل از امضای قرارداد حرفه‌ای با باشگاه به ثمر رساند.
در سپتامبر ۲۰۱۰، ماینتس اعلام کرد که شورله قراردادی ۵ ساله با بایر لورکوزن امضا کرده‌است و در پایان فصل ۱۱–۲۰۱۰ به این باشگاه خواهد پیوست. مبلغ انتقال توافق شده بین دو باشگاه حدود ۸ میلیون یورو برآورد شده‌است.

### بایر لورکوزن
شورله انتقال ۶٫۵ میلیون پوندی خود را با بایر لورکوزن در سال ۲۰۱۱، تکمیل کرد و قراردادی پنج ساله با این باشگاه تا تابستان ۲۰۱۶ امضا کرد. او در اولین بازی خود در جام حذفی مقابل دینامو درسدن گلزنی کرد. در ۱۵ اکتبر ۲۰۱۱، شورله گل تساوی دیر هنگام را مقابل بروسیا مونشن‌گلادباخ به ثمر رساند و تیمش با نتیجهٔ ۲–۲ بازی را به پایان رساند. شورله اولین گل خود را در لیگ قهرمانان اروپا در پیروزی خانگی مقابل والنسیا چهار روز بعد به ثبت رساند.
در ۲۶ سپتامبر، شورله اولین گل فصل خود را در مقابل آگسبورگ در برد ۳–۱ به ثمر رساند. در بازی مقابل بایرن مونیخ در ۲۸ اکتبر ۲۰۱۲، شورله یک پاس گل برای اشتفان کیسلینگ در پیروزی ۲–۱ در آلیانتس آرنا ثبت کرد. این باعث شد بایرن اولین باخت فصل خود در بوندس‌لیگا را به‌همراه داشته باشد و بایر لورکوزن توانست اولین پیروزی خود را در مونیخ پس از آخرین پیروزیِشان در اکتبر ۱۹۸۹ به دست آورد. در ۳۰ مارس ۲۰۱۳، شورله در بازی مقابل فورتونا دوسلدورف در پیروزی ۴–۱ دبل کرد. در ۲۰ آوریل ۲۰۱۳،  در پیروزی ۵–۰ مقابل هوفنهایم، شورله یک گل زد و یک پاس گل داد. شورله فصل ۱۳–۲۰۱۲ را با ۱۴ گل و ۹ پاس گل در ۴۳ بازی در تمام مسابقات به پایان رساند.

## زندگی شخصی
شورله در لودویگسهافن، راینلاند فالتس در خانوادهٔ لوئیز و یوآخیم شورله متولد شد. هنگامی که او جوان بود، در مصاحبه‌ای با مجله فوتبال آلمانیِ ۱۱ فروند گفت که بت‌های او میشائل بالاک و رائول هستند. او در پایان سال ۲۰۱۸ با مدل قزاقی، آنا شاریپووا، ازدواج کرد. اولین فرزند آنها، در آوریل ۲۰۱۹ به دنیا آمد.

## بازی‌های ملی

### تعداد بازی
| آلمان | آلمان | آلمان |
| سال   | بازی  | گل    |
| ----- | ----- | ----- |
| ۲۰۱۰  | ۱     | ۰     |
| ۲۰۱۱  | ۱۰    | ۵     |
| ۲۰۱۲  | ۹     | ۲     |
| ۲۰۱۳  | ۱۰    | ۴     |
| ۲۰۱۴  | ۱۲    | ۶     |
| ۲۰۱۵  | ۷     | ۳     |
| ۲۰۱۶  | ۶     | ۰     |
| مجموع | ۵۵    | ۲۰    |

### گل‌های ملی
| #  | تاریخ          | مکان                                    | حریف          | گل  | نتیجه | مسابقه                              |
| -- | -------------- | --------------------------------------- | ------------- | --- | ----- | ----------------------------------- |
| ۱. | ۲۹ می ۲۰۱۱     | ورزشگاه راین نکر آرنا، زینسهایم، آلمان  | اروگوئه       | ۲–۰ | ۲–۱   | دوستانه                             |
| ۲. | ۷ جون ۲۰۱۱     | استادیوم توفیق بهراموف، باکو، آذربایجان | آذربایجان     | ۳–۱ | ۳–۱   | مرحله مقدماتی جام ملت‌های اروپا ۲۰۱۲ |
| ۳. | ۱۰ اوت ۲۰۱۱    | مرسدس-بنز آرنا، اشتوتگارت، آلمان        | برزیل         | ۳–۱ | ۳–۲   | دوستانه                             |
| ۴. | ۲ سپتامبر ۲۰۱۱ | ورزشگاه فلتینس آرنا، گلزنکیرشن، آلمان   | اتریش         | ۵–۲ | ۶–۲   | مرحله مقدماتی جام ملت‌های اروپا ۲۰۱۲ |
| ۵. | ۱۱ اکتبر ۲۰۱۱  | ورزشگاه اسپریت آرنا، دوسلدورف، آلمان    | بلژیک         | ۲–۰ | ۳–۱   | مرحله مقدماتی جام ملت‌های اروپا ۲۰۱۲ |
| ۶. | ۲۶ مه ۲۰۱۲     | سنت یاکوب پارک، بازل، سوئیس             | سوئیس         | ۲–۳ | ۳–۵   | دوستانه                             |
| ۷. | ۳۱ مه ۲۰۱۲     | ورزشگاه ردبول آرن، لایپزیگ، آلمان       | اسرائیل       | ۲–۰ | ۲–۰   | دوستانه                             |
| ۸. | ۱۱ اکتبر ۲۰۱۳  | ورزشگاه راین انرژی، کلن، آلمان          | جمهوری ایرلند | ۲–۰ | ۳–۰   | مرحله مقدماتی جام جهانی فوتبال ۲۰۱۴ |
| ۹. | ۱۵ اکتبر ۲۰۱۳  | ورزشگاه فرندز آرنا، سولنا، سوئد         | سوئد          | ۳–۲ | ۵–۳   | مرحله مقدماتی جام جهانی فوتبال ۲۰۱۴ |
| ۱۰ | ۱۵ اکتبر ۲۰۱۳  | ورزشگاه فرندز آرنا، سولنا، سوئد         | سوئد          | ۴–۲ | ۵–۳   | مرحله مقدماتی جام جهانی فوتبال ۲۰۱۴ |
| ۱۱ | ۱۵ اکتبر ۲۰۱۳  | ورزشگاه فرندز آرنا، سولنا، سوئد         | سوئد          | ۵–۳ | ۵–۳   | مرحله مقدماتی جام جهانی فوتبال ۲۰۱۴ |

## افتخارات

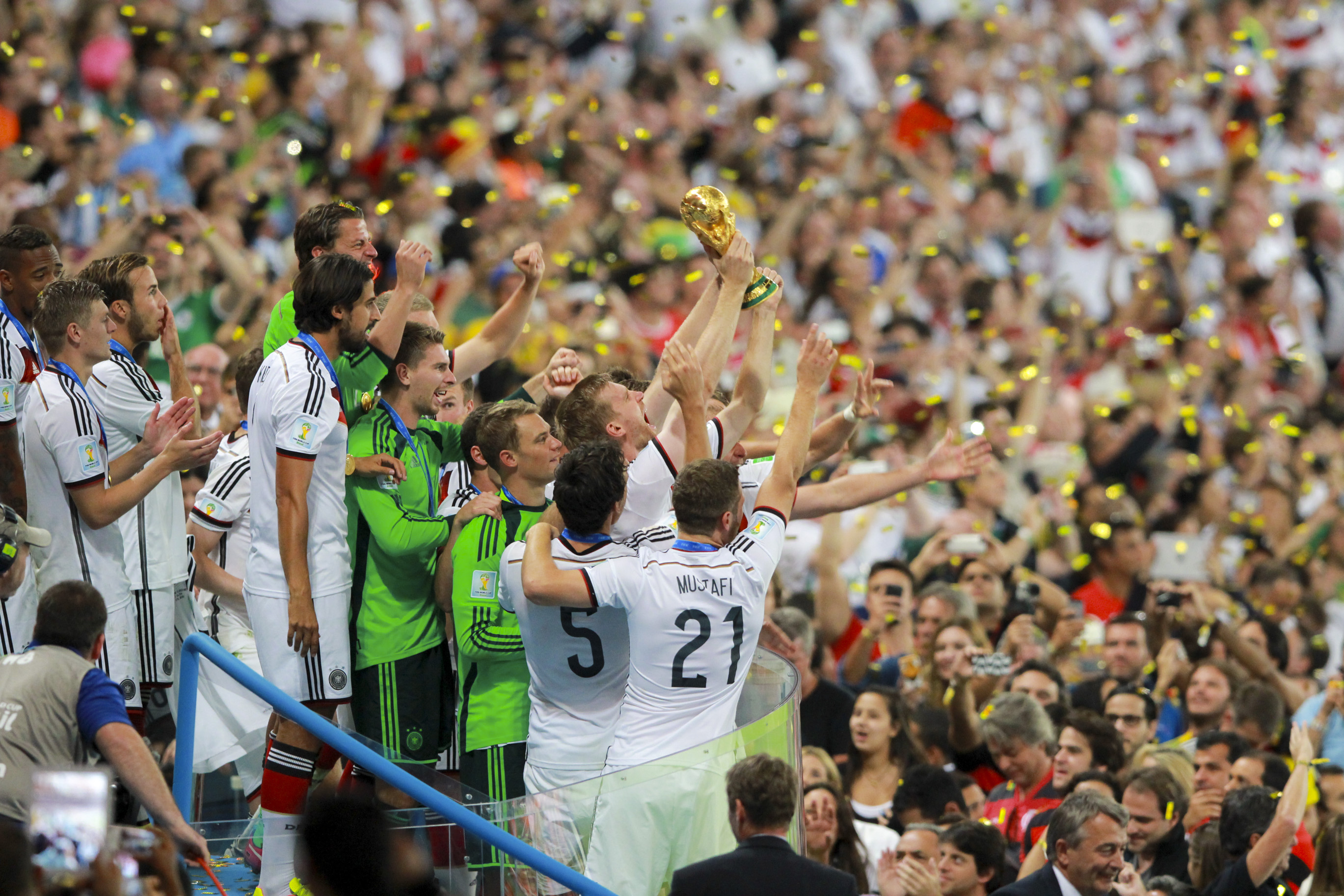
شورله با آلمان جشن قهرمانی جام جهانی فوتبال ۲۰۱۴.

### باشگاهی
چلسی
- لیگ برتر فوتبال انگلستان: ۱۵–۲۰۱۴

وولفسبورگ
- جام حذفی فوتبال آلمان: ۱۵–۲۰۱۴
- سوپر جام فوتبال آلمان: ۲۰۱۵

بروسیا دورتموند
- جام حذفی فوتبال آلمان: ۱۷–۲۰۱۶

### ملی
آلمان
- جام جهانی فوتبال: ۲۰۱۴